# Кэмпбелл (округ, Вайоминг)
Округ Кэмпбелл (англ. Campbell County) — округ, расположенный в штате Вайоминг (США) с населением в 33 698 человек по статистическим данным переписи 2000 года.
Столица округа находится в городе Джиллетт.

## История
Округ Кэмпбелл был образован в 1911 году.

## География
По данным Бюро переписи населения США округ Кэмпбелл имеет общую площадь в 12 437 квадратных километров, из которых 12 424 кв. километра занимает земля и 13 кв. километров — вода. Площадь водных ресурсов округа составляет 0,10 % от всей его площади.

### Соседние округа
- Паудер-Ривер (Монтана) — север
- Уэстон — восток
- Крук — восток
- Конверс — юг
- Шеридан — запад
- Джонсон — запад

## Демография
По данным переписи населения 2000 года в округе Кэмпбелл проживало 33 698 человек, 9008 семей, насчитывалось 12 207 домашних хозяйств и 13 288 жилых домов. Средняя плотность населения составляла 3 человека на один квадратный километр. Расовый состав округа по данным переписи распределился следующим образом: 96,06 % белых, 0,15 % чёрных или афроамериканцев, 0,93 % коренных американцев, 0,32 % азиатов, 0,09 % выходцев с тихоокеанских островов, 1,34 % смешанных рас, 1,12 % — других народностей. Испано- и латиноамериканцы составили 3,53 % от всех жителей округа.
Из 12 207 домашних хозяйств в 43,10 % — воспитывали детей в возрасте до 18 лет, 59,80 % представляли собой совместно проживающие супружеские пары, в 8,80 % семей женщины проживали без мужей, 26,20 % не имели семей. 20,20% от общего числа семей на момент переписи жили самостоятельно, при этом 3,90% составили одинокие пожилые люди в возрасте 65 лет и старше. Средний размер домашнего хозяйства составил 2,73 человек, а средний размер семьи — 3,16 человек.
Население округа по возрастному диапазону по данным переписи 2000 года распределилось следующим образом: 31,00 % — жители младше 18 лет, 9,50 % — между 18 и 24 годами, 32,30 % — от 25 до 44 лет, 21,90 % — от 45 до 64 лет и 5,30 % — в возрасте 65 лет и старше. Средний возраст жителей округа составил 32 года. На каждые 100 женщин в округе приходилось 105,60 мужчин, при этом на каждых сто женщин 18 лет и старше приходилось 104,10 мужчин также старше 18 лет.
Средний доход на одно домашнее хозяйство в округе составил 49 536 долларов США, а средний доход на одну семью в округе — 53 927 долларов. При этом мужчины имели средний доход в 41 814 долларов в год против 21 914 долларов среднегодового дохода у женщин. Доход на душу населения в округе составил 20 063 долларов США в год. 5,60 % от всего числа семей в округе и 7,60 % от всей численности населения находилось на момент переписи населения за чертой бедности, при этом 7,70 % из них были моложе 18 лет и 12,40 % — в возрасте 65 лет и старше.

## Главные автодороги
- US 14
- US 16
- I-90
- WH 50
- WH 51
- WH 59
- WH 450
- WH 387

## Населённые пункты

### Города
- Джиллетт
- Райт

### Статистически обособленные местности
- Антелоп-Валли-Крествью
- Слипи-Холлоу

### Другие
- Плезантдейл
- Реклас
- Розет
- Саваджтон
- Уэстон